# Simo
Simo je moško osebno ime.

## Izvor imena
Ime Simo je različica moškega osebnega imena Simon.

## Pogostost imena
Po podatkih Statističnega urada Republike Slovenije je bilo na dan 31. decembra 2007 v Sloveniji število moških oseb z imenom Simo: 145.

## Osebni praznik
V koledarju je ime Simo zapisano pri imenu Simon.